# Здебский, Юрий Викторович
Юрий Викторович Здебский (укр. Юрій Вікторович Здебський; род. 24 декабря 1972, Любар, Житомирская область) — украинский военнослужащий, полковник, политик. Народный депутат Украины IX созыва.

## Биография
Родился 24 декабря 1972 года в посёлке Любар Житомирской области. Образование высшее. Окончил Харьковский военный университет, получил специальность «Математическое обеспечение автоматизированных систем управления». Позже прошёл обучение по направлению офицер управления оперативно-тактического уровня в Национальной академии пограничных войск Украины имени Б. Хмельницкого. 
За время прохождения службы занимал должности разного уровня от командира низшего уровня до заместителя командира воинской части, начальника отдела регионального управления и помощника начальника регионального управления. 
С 2014 по 2016 годы принимал участие в антитеррористической операции на участках Донецкой и Луганской областей. По результатам прохождения службы отмечен ведомственными и государственными наградами. 
В августе 2018 года, отслужив 28 календарных лет, в звании полковника уволился с военной службы.

## Политическая деятельность
Кандидат в народные депутаты от партии «Слуга народа» (избирательный округ № 172, часть Московского и Индустриального районов г. Харькова). Во время выборов временно не работал, избирался как беспартийный. 
Член Комитета Верховной Рады по вопросам по вопросам национальной безопасности, обороны и разведки.
Член партии «Слуга народа».

## Награды
- Грамота Харьковского областного совета.